# Григоріанські реформи

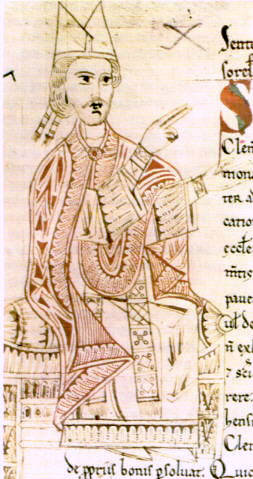
Папа Григорій VII

Григоріанські реформи — процеси реформування Західної церкви, що тривали в другій половині XI століття (приблизно 1050—1080 рр.) й мали на меті відродження духовності та встановлення незалежності церковних ієрархів від світської влади. Одним з ініціаторів цих змін був Папа Григорій VII, в честь якого вони і отримали свою назву.

## Треба знати
- Григоріанський календар — результат реформи календаря, яку здійснив інший Папа Римський Григорій XIII в інший час (в 1582 році), і яка не має нічого спільного з григоріанськими реформами XI—XII століть. Термін Григоріанські реформи по відношенню до впровадження Григоріанського календаря не вживається.